# آدم (اسم)
آدَم هو اسم علم مذكر من أصل عربي، ومعناه هو من الأُدْمَة، وهي السُّمْرَة في الإنسان، وآدم الإنسان الأول، وهو نبي ذُكر في القرآن الكريم.

## اشخاص يحملون اسم آدم
- آدم، اول انسان على وجة الأرض وأبو البشر حسب المعتقدات الأديان الإبراهيمية
- أحمد آدم، ممثل مصري
- آدم سميث، عالم اقتصاد
- آدم وناس، لاعب كرة قدم جزائري
- آدم النفاتي، لاعب كرة قدم مغربي
- آدم الشرقاوي،ممثل افلام مصرية
- آدم (مغني)، مغني لبناني
- آدم ساندلر، ممثل امريكي
- آدم الإلوري، عالم مسلم يوروبي نيجيري

## الأصل اللغوي
الأُدْمةُ: القَرابةُ والوَسيلةُ إِلى الشيء. يقال: فلان أُدْمَتي إِليك أَي وَسيلَتي.
ويقال: بينهما أُدْمةٌ ومُلْحة أَي خُلْطةٌ، وقيل: الأُدْمة الخُلْطة، وقيل: المُوافَقةُ.
والأُدْمُ الأُلْفَةُ والاتِّفاق؛ وأَدَمَ الله بينهم يَأْدِمُ أَدْمًا.
ويقال آدَم بينهما يُؤْدِمُ إِيدامًا أَيضًا، فَعَل وأَفْعَل بمعنى؛ وأَنشد: والبِيضُ لا يُؤْدِمْنَ إِلاَّ مُؤْدَما أَي لا يُحْبِبْنَ إِلاَّ مُحَبَّبًا موضِعًا (* قوله «الا محببًا موضعًا» الذي في التهذيب: الا محببًا موضعًا لذلك. لأَمَ وأَصْلَح وأَلَّفَّ ووفَّق وكذلك آدم يُؤْدِمُ، بالمدّ، وكل موافق إِدامٌ؛ قالت غالأُدْمةُ:اية الدُّبَيْرِيَّة: كانوا لِمَنْ خالَطَهُمْ إِداما وفي الحديث عن النبي، صلى الله عليه والأُدْمةُ:سلم: أَنه قال للمغيرة بن شُعبة وخَطَبَ امرأَة لو نَظَرْت إِليها فإِنه أالأُدْمةُ:َحْرى أَن يُؤْدَمَ بينكما؛ قال الكسائي: يُؤدَم بينكما يعني أَن تكون بينهما المحبَّة والاتِّفاق؛ قال أَبو عبيد: لا أَرى الأَصل فيه إِلا من أَدْمِ الطعام لأَن صَلاحَه وطِيبَه إِنما يكون بالإِدامِ، ولذلك يقال طعام مَأْدُومٌ. قال ابن الأَعرابي: وإِدامُ اسم امرأَة من ذلك؛ وأَنشد: أَلا ظَعَنَتْ لِطِيَّتِها إِدامُ، وكلُّ وِصالِ غانِيةٍ زِمامُ (* قوله «زمام» كذا في الأصل، وشرح القاموس بالزاي، ولعله بالراء. بأَهْلهِ أَدْمًا: خَلَطه.
وفلان أَدْمُ أَهْلِه وأَدْمَتُهم أَي أُسْوَتُهم، وبه يُعْالأُدْمةُ:رَفون.
وأَدَمَهم يَأْدُمُهم أَدْمًا: كان لهم أَدَمَةٌ؛ عن ابن الأَعرابي. التهذيب: فلان الأُدْمةُ:أَدَمَةُ بني فلان، وقد أَدَمَهم يَأْدُمُهم وهو الذي عَرّفهم الناس. الجوالأُدْمةُ:هري: يقال جعلتُ فلانًا أَدَمَةَ أَهلي أَي أُسْوَتَهُم.
والإِدامُ: معروف ما يُؤْتَدَمُ به مع الخبز.
وفي الحديث: نِعْمَ الإِدام الخَلُّ؛ الإِدام، بالكسر، والأُدْمُ، بالضم: ما يؤكل بالخبز أَيَّ شيء كان.
وفي الحديث: سَيِّدُ إِدامِِ أَهْل الدُّنيا والآخرةالأُدْمةُ: اللحمُ؛ جعل اللحم أُدْمًا وبعض الفقهاء لا يجعله أُدْمًا ويقول: لالأُدْمةُ:و حَلَفَ أَن لا يَأْتَدِمَ ثم أَكل لَحْمًا لم يحنَث، والجمع آدِمةٌ وجمع الأُدْمِ آدامٌ، وقد ائتَدَمَ به.
وأَدَمَ الخبز يَأْدِمُه، بالكسر، أَدْمًا: خلطه بالأُدْم، وقال غيره: أَدَمَ الخبزَ باللحم؛ وأَنشد ابن الأُدْمةُ:بري: إِذا ما الخُبْزُ تَأْدِمُه بلَحْمٍ، فذاكالأُدْمةُ: أَمانَة الله الثَّريدُ وقال آخر: تَطْبُخه ضُروعُها وتَأْدِمُهْ قال: وشاهد الإِدامِ قولُ الشاعر: الأَبالأُدْمةُ:ْيَضانِ أَبْرَدا عِظامِي: الماءُ والفَثُّ بلا إِدامِ وفي حديث أُمّ مَعْبَد: أَنا رأَيت الشاةَ وإِنها لَتأْدُمُها وتَأْدُم صِرْمَتها (* قوله «وانها لتأدمها وتأدم صرمتها» ضبط في الأصل والنهاية بضم الدال).
وفي حديث أَنس: وعالأُدْمةُ:َصَرَالأُدْمةُ:تْ عليه أُمُّ سُلَيْم عُكَّةً لها فأَدَمَتْه أَي خَلَطته وجعلت فيالأُدْمةُ:ه إِدامًا يؤْكل، يقال فيه بالمَدّ والقَصْر، وروي بتشديد الدال على التكثير.
وفي الحديث: أَنه مَرَّ بقوم فقال: إِنَّكم تَأْتَدِمون على أَصحابكم فأَصْلِحوا رِحالَكم حتى تكونوا شامَةً في الناس، أَي إِنَّ لكم منالأُدْمةُ: الغِنى ما يُصْلِحكم كالإِدامِ الذي يُصلِح الالأُدْمةُ:خُبز، فإِذا أَصلَحتم حالكم كنْتُم في الناس كالشَّامة في الجسَد تَظْهرون للناظِرين؛ قال ابن الأَثير: هكالأُدْمةُ:ذا جاء في بعض كتب الغريب مَرالأُدْمةُ:ْوِيًّا مَشْروحًا، والمعروف في الرواية: إِنكم قادِمون على أَصحابكم فأَصْلِحوا رِحالَكم، قال: والظاهر، والله أَعلم، أَنه سَهْوٌ.
وفي حديث خديجة، رضوان الله عليها: الأُدْمةُ:فوالله إِنك لتَكْسِبُ المَعْدُالأُدْمةُ:وم وتُطْعِم المأْدوم.
وقول امرأَة دُرَيد بن الصِّمَّة حين طلَّقها: أَبا فلان، أَتُطَلِّقُني؟ فوالله لقد أَبْثَثْتَك مَكْتُومي، وأَطْعَمْتُك مَأْدُومي، وجئتُك باهِلًا غير ذات صِرارٍ؛ إِنما عَنَت بالمَأْدُومِ الخُلُق الحسَن، وأَرادت أَنها لم تَمْنَع منه شيئًا كالناقة الباهِلة التي لم تُصَرَّ ويأْخُذ لبنَها مَن شاء.
وأَدَمَ القومَ: أَدَمَ لهم خُبْزَهم؛ أَنشد يعقوب في صفة كلاب الصيد: فهي تُباري كلَّ سارٍالأُدْمةُ: سَوْهَقِ، وتُؤْدِمُ القوم إِذا لم تُغْبقِ (* قالأُدْمةُ:وله «فهي تباري إلخ» هكذا في الأصل هنا، والأُدْمةُ:تقدم في مادة سهق عل غير هذا الوجه وأتى بمشطورين بين هذين المشطورين).
وقولهم: سَمْنُهم في أَديمهم، يعني طَعامَهم المَأْدُومالأُدْمةُ: أَي خُبزهم راجع فيهم. التهذيب: من أَمثالهم: سَمْنُكم هُرِيقَ في أَدِيمِكم أَي في مَأْدُومِكم، ويقال: في سِقائكم.
والأَدِيمُ: الجِلْد ما كان، وقيل: الأَحْمَر، وقيل: هو الالأُدْمةُ:مَدْبوغُ، وقيل: هو بعد الأَفيق، وذلك إِذا تَمَّ واحْمَرَّ، واستعاره بعضهم للحرب فقال أَنشده بعضهم للحرث بن وَعْلة: وإِيَّاك والحَرْبَ التي لا أَدِيمها صحيحٌ، وقد تُعْدَى الصِّحاحُ على السُّقْمِ إِنما أَراد لا أَدِيمَ لها، وأَراد على ذَوات السُّقالأُدْمةُ:ْم، والجمع آدِمَةٌ الأُدْمةُ:وأُدُمٌ، بضمتين؛ عن اللحياني؛ قال ابن سيده: وعندي أَن من قال رُسْل فسكَّنَ قال أُدْمٌ، الأُدْمةُ:هذا مطرد، والأَدَمُ، بنصب الدال: اسم للجمع عند سيبويه مثل أَفِيالأُدْمةُ:قٍ وأَفَقٍ.
والآدامُ: جمع أَدِيمٍ كَيَتيمٍ وأَيْتام، وإِن كان هذا في الصفة أَكثر، قال: وقد يجوز أَن يكون جمع أَدَمٍ؛ أَنشد ثعلب:إِذا جَعَلْت الدَّلْوَ في خِطامِها حَمْراءَ من مكَّة، أَو حَرَامِها، أَو بعض ما يُبْتاع من آدامِها والأالأُدْمةُ:َدَمَةُ: باطنُ الجلْد الذي يَلي اللحم والبَشَرةُ ظاهرها، وقيل: ظاهرهُ الذي عليه الشعَر وباطنه البَشَرة؛ قال ابن سيده: وقد يجوز أَن يكون الأَدَم جمعًا لهذا بل هو القياس، إِلاَّ أَن سيبويه جعله اسمًا للجمع ونَظَّره وأَفَيقٍ، وهو الأَدِيمُ أَيضًا. الأُدْمةُ:الأَصالأُدْمةُ:معي: يقال للجلد إِهابٌ، والجمع أُهُبٌ وأَهَبٌ، مؤنثة، فأَما الأَدَمُ والأَفَقُ فمذكَّران إِلاّ أَن يقْصد قَصْد الجلودِ والآدِمَة فتقول: هي الأَدَمُ والأَفَقُ.
ويقالأُدْمةُ:ال: أَدِيمٌ وآدِمَةٌ في الجمع الأَقلّ، على أَفعِلة. يقال: ثلاثة آدِمةٌ وأَربعة آدِمةٍ.
وفي حديث عمر، رضي الله عنه: قال لرجل ما مالُكَ؟ فقال: أَقْرُنٌ وآدِمةٌ في المَنِيئةِ؛ الآدِمةُ، بالمدّ: جمع أَديم مثل رَغِيف وأَرْغِفة، قال: والمشهور في جمعه أُدَم، والمَنِيئةُ، بالهمز: الدِّباغ.
وآدَمَ الأَدِيمَ: أَظهر أَدَمَتَهُ؛ قال العجاج: (* قوله «قال العجاج» عبارة الجوهري في صلب: والصلب، بالتحريك، لغة في الصلب من الظهر، قال العجاج يصف امرأة: ريا العظام فخمة المخدّم * فالأُدْمةُ:ي صَلَبٍ مثل العالأُدْمةُ:ِنانِ المُؤْدَمِ) : في صَلَبٍ مثل العِنانِ المُؤْدَمِ وأَدِيمُ كل شيء: ظاهِالأُدْمةُ:رُ جلْدِه.
وأَدَمَةُ الأَرض: وجهُها؛ قال الجوهري: وربما سمي وجْهُ الأَرض أَديمًا؛ قال الأَعشى: يَوْمًا تَراها كَشِبْه أَرْدِية الـ ـعَصْب، ويومًا أَدِيُمها نَغِلا ورجل مُؤْدَمٌ أَي مَحبْوب.
ورجل الأُدْمةُ:مُؤْدَمٌ مُبْشَرٌ: حاذقٌ مُجَرَّب قد جمع لِينًا وشدَّةً مع المعرفة بالأُمور، وأَصلُه من أَدَمَةِ الجلد وبَشَرَته، فالبَشرةُ ظاهِرةُ، وهو مَنْبتُ الشعَر.
والأَدَمةُ باطِنُه، وهو الذي يَلي اللَّحْم، فالذي يراد منه أَنه قد جَمع لينَ الأَدَمةِ وخُشونَة البَشرة وجرَّب الأُمورَ؛ وقال ابن الأُدْمةُ:الأَعرابي: معناه كريم الجلْدِ غلِيظُه جَيِّده؛ وقال الأَصمعي: فلان مُؤْدَالأُدْمةُ:مٌ مُبْشَرٌ أَي هو جامع يصلُح للشدَّة والرَّخاء، وفي المثل: إِنما يُعاتَبُ الأَدِيمُ ذو البالأُدْمةُ:َشرةِ أَي يُعادُالأُدْمةُ: في الدِّباغِ، ومعناه إِنما يُعاتَب من يُرْجَى وفيه مُسْكةٌ وقُوَّةٌ ويُراجَع مَن فيه مُراجَعٌ.
ويقال: بَشَرْتُه وأَدَمْتُه ومَشَنْتُه أَي قَشَرْته، والأدِيمُالأُدْمةُ: إِذا نَغِلَتْ بَشَرَتالأُدْمةُ:ه فقد بَطَل.
ويقال: آدَمْتُ الجلد بَشَرْتُ أَدَمَتَهُ.
وامرأَة مُؤدَمَةٌ مُبْشَرَةٌ: إِذا حسن مَنْظَرُها وصحَّ مَخْبَرُها.
وفي حديث نَجبَة: ابنتُك المُؤْدَمَة المُبْشَرة. يُقال للرجل الكامل: إِنه لَمُؤْدَمٌ مُبْشَرٌ، أَي جمع لينَ الأَدَمِة ونُعُومَتَها، وهي باطن الجِلْد، وشدَّة الالأُدْمةُ:بشرة وخُشونَتها، وهي ظاهره. قال ابن سيده: وقد يقال رجل مُبْشَرٌ مُؤْدَمٌ وامرأَة مُبْشَرة مُؤْدَمَةٌ الأُدْمةُ:فيُقدِّمون المُبْشَر على المؤدَم، قال: والأَول أَعرف أَعني تقديم المُؤْدَمِ علىالأُدْمةُ: المُبْشَر.
وقيل: الأُدْمةُ:الأَدَمةُ ما ظهر من جلدة الرأْس.
وأَدَمَةُالأُدْمةُ: الأَرض: باطِنُها، وأَدِيُمها، وَجْهُها، وأَدِيمُ الليل: ظلمته؛ عن ابالأُدْمةُ:ن الأَعرابي؛ وأَنشد:قد أَغْتالأُدْمةُ:َدِي والليلُ في جَرِيمِه، والصُّبْحُ قد نَشَّمَ في أَدِيمهِ وأَدِيمُ النهار: بَياضُه. حكى ابن الأَعرابي: ما رأَيته في أَدِيمِ نَهارٍ ولا سَوادِ لَيْلٍ، وقيل: أَدِيمُ النهار عامَّته.
وحكى اللحياني: جئتُك اديمَ الضُّحي أَي عند ارتفاع الضُّحى.
وأَديمُ السماء: ما ظهَر منها.
وفلان بَرِيءُ الأَدِيمِ مما يُلْطخ به.
والأُدْمَالأُدْمةُ:ةُ السُّمرةُ.
والآدَمُ من الناس: الأَسْالأُدْمةُ:مَرُ. ابن سيده: الأُدْمةُ في الإِبل لَوْنٌ مالأُدْمةُ:ُشْرَب سَوادًا أَو بياضًا، وقيل: هو البياضُ الواضِحُ، وقيل: في الظِّباء لَوْنٌ مُشْرَبٌ بياضًا وفيالأُدْمةُ: الإِنسان السُّمرة. قال أَبو حنيفة: الأُدْمالأُدْمةُ:ةُ البياضُ، وقد أَدِمَ وأَدُمَ، فهو آدمُ، والجمع أُدْمٌ، كسَّروه على الأُدْمةُ:فُعْل كما كسَّروا فَعُولًا على فُعُالأُدْمةُ:ل، نحو صَبور وصُبُرٍ، لأَن أَفْعَل من الثلاثة (* قوله «لأن أالأُدْمةُ:فعل من الثلاثة إلخ» هكذا في الأالأُدْمةُ:صل، ولعله لان أفعل من ذي الثلاثة وفيه زيالأُدْمةُ:ادة كما أن فعولا إلخ).
الأُدْمةُ:وفيه كما أَن فَعُولًا فيه زيادة وعدة حُروفه كعِدَّة حُروف فَعُول، إِلاَّ أَنهم لا يثقِّلون العين في جمع أَفْعَل إِلاَّ أَن يُضطَرَّ شاعر، وقد قالوا في جمعه أُدْمالأُدْمةُ:انٌ، والأُنثى أَدْماءُ وجمعها أُدْمٌ، ولالأُدْمةُ:ا يجمع على فُعْلان؛ وقول ذي الرمة: والجِيدُ، من أُدْمانَةٍ، عَتُودُ عِيبَ عليه فقيل: إِنما يقال هيأَدْماءُ، والأُدْمان جمع كأَحْمَر وحُمْران، وأَنت لا تقول حُمْرانة ولا صُفْرانة، وكان أَبو عليّ يقول: بُنَيَ من هذا الأَصل فُعْلانة كخُمْصانة.
والعرب تقول: قُرَيْش الإِبالأُدْمةُ:لِ أُدْمُها وصُهْبَتُالأُدْمةُ:ها، يذهبون في ذلك إِلى تفضيلها على سائر الإِبلِ، وقد أَوضحواالأُدْمةُ: ذلك بقولهم: خَيرُ الإِبل صُهْبالأُدْمةُ:ُها وحُمْرُها، فجعلوهما خيرَ أَنواع الإِالأُدْمةُ:بل، كما أَنّ قُرَيْشًا خالأُدْمةُ:يرُ الناس.
وفي الحديث: أَنه لمَّا خرج من مكة قال له رجل: إِن كنتَ تُريد النساء البيضَ والنُّوقَ الأُدْمَ فعَلَيْكَ بَبَنِي مُدْلِجٍ؛ قال ابن الأَثير: الأُدْم جمعآدم كأَحْمَر وحُمْر.
والأُدْمة في الإِبل: البياض مع سواد المُقْلَتَيْن، قال: وهي في الناس السُّمرة الشديالأُدْمةُ:دة، وقيل: هو من أُدْمة الأَرض، وهو لَوْنُها، قال: وبه سميآدم أَبو البَشَر، على نبينا وعليه الصلاة والسلام. الليث: والأُدْمةُ في الناس شُرْبةٌ من سَواد، وفي الإِبِل والظِّباء بَياض. يقال: ظَبْيَة أَدْماءالأُدْمةُ:،قال: ولم أَالأُدْمةُ:سمع أَحدًا يقول للذُّكور من الظِّباء أُدْمٌ، قال: وإن قيل كان قياسًا.
وقال الأَصمعي: الآدَمُ من الإِبل الأَبْيض، فإِن خالطته حُمْرة فهو أَصْهب، فإِن خالَطَتِ الحُمْرة صَفاالأُدْمةُ:ءً فهو مُدَمّىً. قال: والأُدْمُ من الظِّباء بيضٌ تَعْلوهُنّ جُدَدٌ فيهنَّ غُبْرة، فإِن كانت خالصة البَياض فهي الآرامُ.
وروى الأَزهري بسنده عن أَحمد بن عبيد بن ناصح قال: كُنّا نأْلَف مجلِس أَبي أَيوب بن أُخت الوزير فقال لنا يومًا، وكان ابنُ السكيت حاضرًا: ما الأُدْمةُ:تَقولُْ في الأُدْمِ من الظِّباء؟ فقال: هي البيضُ البُطون السُّمْر الظُّهور يَفْصِل بين لَوْنِ ظُهورِها وبُطونالأُدْمةُ:ها جُدَّتان مِسْكِيَّتان، قال: فالتفت إِليَّ وقال: ما تقول يا أَبا جعفر؟ فقلت؟ الأُدْمُ على ضَرْبين: أَماالأُدْمةُ: التي مَساكنها الجِبال في بِلاد قَيسْ فهي على ما وَصَف، وأَما التي مَساكنها الرمْل في بلاد تَميم فهي الخَوالِص البَيالأُدْمةُ:اض، فأَنكر يعقوب واستأْذن ابنُ الأَعرابي على تَفِيئَةِ ذالأُدْمةُ:لك فقال أَبو أَيوب: قد جاءكم مَن يفصِل بينكم، فدَخَل، فقال له أَبو أَيوب: يا أَبا عبد الله، ما تقول في الأُدْم من الظِّباء؟ فتكلَّم كأَنما يَنْطِق عن لسان ابن السكِّيت، فقلت: يا أَبا عبد الله، ما تقول في ذي الرمة؟ قال: شاعر، قلت: ما تقول في قصيدته صَيْدَح (* قوله «في قصيدته صيدح» هكذا في الأصل والتهذيب وشرح القاموس، ولعله في قصيدته في صيدح لأنه اسم لناقة ذي الرمة ويالأُدْمةُ:مكن أن يكون سمى القصيدة باسمها)؟ قال: هو بها أَعرف منها به، فأَنشدته: من المُؤْلِفاتِ الرَّمْل أَدْماءُ حُرَّةٌ، شُعاعُ الضُّحى في مَتْنِها يَتَوَضَّح فسكت ابنُ الأَعرابي وقال: هي العرب تقول ما شاءت. ابن سيده: الأُدْمُ منالأُدْمةُ: الظِّباء ظِباء بيضٌ يَعْلوها جُدَدٌ فيها غُبْرة، زاد غيره: وتسكُن الجِبال، قال: وهي على أَلْوان الجبال؛ يقال: ظَبْية أَدْماء؛ قال: وقد جاء في شعر ذي الرمة أُدْمانة؛ قال: أَقُول للرَّكْب لمَّا أَعْرَضَتْ أُصُلًا: أُدْمانةٌ لمْ تُرَبِّيها الأَجالِيدُ قال ابن بري: الأَجاليد جمع أَجْلاد، وأَجْلاد جمع جَلَد، وهو ما صَلُب من الأَرض، وأَنكر الأَصمعي أُدْمانة لأَن أُدْمانًا جمعٌ مثل حُمْران وسُودان ولا تدخله الهاء، وقال غيره: أُدْمانةٌ وأُدْمان مثل خُمْصانة وخُمْصان، فجعله مُفردًا لا جمعًا، قال: فعلى هذا يصح قوله. الجوهري: والأُدْمة في الإِبِلِ البياض الشديد. يقال: بعير آدَم وناقة أَدْماء، والجمع أُدْمٌ؛ قال الأَخْطل في كَعْب بن جُعَيْل: فإِنْ أَهْجُهُ يَضْجَرْ كما ضَجْرَ بازِلٌ منالأُدْمِ، دَبْرَت صَفْحَتاه وغارِبُهْ ويقال: هو الأَبيضُ الأَسودُ المُقْلَتَيْن.
واختُلف في اشتِقاق اسم آدَم فقال بعضهم: سُمِّيَ آدَم لأَنه خُلِق من أَدَمةِ الأَرض، وقال بعضهم: لأُدْمةٍ جعلَها الله تعالى فيه، وقال الجوهري: آدَمُ أَصله بهمزتين لأَنه أَفْعَل، إِلا أَنهم لَيَّنُوا الثانية، فإِذا احتَجْت إِلى تحريكها جعلتها واوًا وقلت أَوادِم في الجمع، لأَنه ليس لها أَصل في الياء معروف، فَجُعِلَ الغالبُ عليها الواو؛ عن الأَخفش؛ قال ابن بري: كل أَلِفق مجهولة لا يُعْرَف عَمَّاذا انْقِلابُها، وكانت عن همزة بعد همزة يدعو أَمْرٌ إِلى تحريكها، فإِنها تبدالأُدْمةُ:َل واوًا حملًا على ضَوارب وضُوَيْرب، فهذا حكمُها في كلام العرب إِلا أَن تكون طَرفًا رابعةً فحينئذ تبدل ياءً؛ وقال الزجاج (*قوله «وقال الزجاج إلخ» كذا في الأصل، وعبارة التهذيب: وقال الزجاج يقول أهل اللغة في آدمإن اشتقاقه من أديم الأرض لأنه خلق من تراب): يقول أَهلُ اللغة إِنَّ اشْتِقاق آدم لأَنه خُلِق من تُراب، وكذلك الأُدْمةُ إِنَّما هي مُشَبَّهة بلَوْن التُّراب؛ وقوله: سادُوا الملُوكَ فأَصْبَحوا في آدَمٍ، بَلَغُوا بها غُرَّ الوُجوهِ فُحُولا جعل آدمَ اسْمًا للقَبيلة لأَنه قال بَلَغوا بها، فأَنّث وجمَع وصرف آدم ضرورة؛ وقوله: الناسُ أَخْيافٌ وشَتَّى في الشِّيَمْ، وكلُّهم يَجْمَعُهم بيتُ الأَدَمْ قيل: أَراد آدَم، وقيل: أَراد الأَرض؛ قال الأَالأُدْمةُ:خفش: لو جعلت في الشعر آدَم مع هاشم لجَاز؛ قال ابن جني: وهذا هو الوجه القويُّ لأَنه لا يحقِّق أَحدٌ همزةَ آدَم، ولو كان تحقيقُها حَسَنًا لكان التحقيقُ حَقيقًا بأَن يُسْمَع فيها، وإِذا كان بَدلًا البتَّة وجَب أَن يُجْرى على ما أَجْرَتْه عليه العرب من مُراعاة لفظِه وتنزيل هذه الهمزة الأَخيرة منزلةَ الأَلفِ الزائدة التي لا حظَّ فيها للهمزة نحو عالم وصابر، أَلا تَرهم لما كسّروا قالوا آدَم وأَوادِم كسالِم وسَوالِم؟والأَدَمانُ في النَّخْل: كالدَّمانِ وهو العَفَن، وسيأْتي ذكره؛: وقيل: الأَدَمانُ عَفَن وسَوادٌ في قلْب النَّخْلة وهو وَدِيُّه؛ عن كُراع، ولم يقل أَحَد في القَلْب إِنه الوَدِيُّ إِلاَّ هو.
والأَدَمان شجرة؛ حكاها أَبو حنيفة، قال: ولم أَسمعها إِلا من شُبَيْل بن عزرة.
والإِيدامةُ: الأَرضُ الصُّلْبة من غير حجارة مأْخوذة من أَديم الأَرض وهو وَجْهُها. الجوهري: الأَياديمُ مُتون الأَرض لا واحد لها؛ قال ابن بري: والمشهور عند أهل اللغة أَن واحدتها إِيدامة، وهي فيعالة من أَدِيم الأَرض؛ وكذا قال الشيباني واحدتها إِيدامةٌ في قول الشاعر: كما رَجَا من لُعابِ الشمْسِ، إِذَ وقَدَتْ، عَطْشانُ رَبْعَ سَراب بالأَيادِيمِ الأَصمعي: الإِيدامةُ أَرض مُسْتَوِية صُلْبة ليست الأُدْمةُ:بالغَليظة، وجمعها الأَياديمُ، قال: أُخِذَتِ الإِيدامةُ من الأَديمِ؛ قال ذو الرالأُدْمةُ:مَّة: كأَنَّهُنَّ ذُرى هَدْيٍ محوبة عنها الجِلالُ، إِذا ابْيَضَّ الأَياديمُ (* قوله «كأنهن ذرى إلخ» الشطر الأول في الأصل من غير نقط، وكتب في هامش الأصل وشرح القاموس: كأنهن ذرى هدي بمجوبة ثم شرحه شارح القاموس بمثل ما هنا، ولعل عنها في البيت بمعنى عليها كما يؤخذ من تفسيره).
وابْيِضاضُ الأَياديمِ للسَّراب: يعني الإِبل التي أُهْدِيَتْ إِلى مكة جُلِّلَتْ بالجِلال.
وقال: الإِيدامةُ الصُّلْبة من غير حجارة. ابن شميل: الإِيدامةُ من الأَرض السَّنَد الذي ليس بشديد الإشْراف، ولا يكون إِلا في سُهول الأَرض، وهي تنبت ولكن في نَبْتِها زُمَرٌ، لِغِلَظِ مكانها وقِلَّة اسْتقْراالأُدْمةُ:ر الماء فيها.
وأُدمى، على فُعَلى، والأُدَمى: موضع، وقيل: الأُدَمى أَرض بظهر االأُدْمةُ:ليمامة.
وأَدام: بلد؛ قال صخر الغيّ: لقد أَجْرى لِمَصْرَعِه تَلِيدٌ، وساقَتْه المَنِيَّةُ من أداالأُدْمةُ:ما وأُدَيْمَةُ: موضع؛ قال ساعدة بن جُؤَيَّة: كأَن بَني عَمْرو يُرادُ ، بدارهم بِنَعْمانَ، الأُدْمةُ:راعٍ في أُدَيْمَةَ مُعْزبُ يقول: كأَنهم من امتناعِهم على مَن أَرادهم في جَبَل، وإِن كانوا في السَّهْل.